# Donji Sjeničak
Donji Sjeničak – wieś w Chorwacji, w żupanii karlowackiej, w mieście Karlovac. W 2011 roku liczyła 69 mieszkańców.